# Río Mondego
El Mondego es un río del oeste de la península ibérica, que nace a 1425 m de altitud en la sierra de la Estrella, concejo de Gouveia. Recorre 234 km hasta desembocar en el océano Atlántico en la localidad de Figueira da Foz y abarca una cuenca hidrográfica de unos 6644 km². Se trata del río más largo que recorre exclusivamente tierras de Portugal. En su cabecera es conocido como Mondeguinho. Los romanos ya lo llamaban el río de Munda, que significa transparencia, claridad o pureza.
Los principales afluentes del Mondego son, desde la cabecera hasta su desembocadura, los siguientes: el Dão (derecha), el Alva (izquierda), el Ceira (izquierda), y una vez pasado Coímbra, el Arunca (izquierda) y el Pranto (izquierda).
A lo largo de su curso, el Mondego pasa por los municipios de Manteigas, Guarda, Celorico da Beira, Fornos de Algodres, Gouveia, Mangualde, Seia, Nelas, Oliveira do Hospital, Carregal do Sal, Tábua, Santa Comba Dão, Mortágua, Penacova, Vila Nova de Poiares, Coímbra, Montemor-o-Velho, Soure y Figueira da Foz.

## Aspectos físicos y naturales
El río Mondego tiene una longitud aproximada de 258,3 kilómetros. Su nacimiento se encuentra en la Sierra de la Estrella, en Corgo das Mós (o Mondeguinho), parroquia de Mangualde da Serra, municipio de Gouveia, a una altitud de unos 1525 metros. En su recorrido inicial atraviesa la Sierra de la Estrella de suroeste a noreste en los municipios de Gouveia y Guarda. A pocos kilómetros de esta ciudad, junto al pueblo de Vila Cortês do Mondego, alcanza una altitud de menos de 450 metros. En ese punto, tuerce su curso, primero hacia el noroeste y luego, en el municipio de Celorico da Beira, hacia el suroeste.
Aquí comienza su curso medio, a lo largo de la meseta de Beira, atravesando rocas graníticas y formaciones metamórficas. Tras atravesar el municipio de Fornos de Algodres, el río Mondego sirve de frontera entre los distritos de Viseo, al norte, y Guarda y Coímbra, al sur. Así, delimita, en la margen norte, los municipios de Mangualde, Seia, Nelas, Carregal do Sal, Santa Comba Dão y Beira (Portugal), mientras que en la margen sur limita los municipios de Gouveia, Oliveira do Hospital, Tábua, Penacova y Vila Nova de Poiares.
Entre Penacova y Coímbra, el río discurre por un estrecho valle, en un camino caracterizado por numerosos meandros entrelazados. Tras librarse de las formaciones de esquistos y cuarcitas, y ya en las inmediaciones de la ciudad de Coímbra, el río abre su curso bajo, formado por los últimos cuarenta kilómetros de su recorrido y cubriendo un desnivel de sólo 40 metros de altitud. En esta última etapa atraviesa una vasta llanura aluvial, atravesando los municipios de Coímbra, Montemor-o-Velho y Figueira da Foz, donde desemboca en el Océano Atlántico. Junto a su desembocadura se forma un estuario de unos 25 km de longitud y 3,5 km² de superficie. En los últimos 7,5 km de su tramo se bifurca en dos brazos (norte y sur), que se unen de nuevo en la desembocadura, formando el islote de Murraceira.

### Cuenca hidrográfica
El río Mondego drena una cuenca con una superficie total de 6645 km², tiene una orientación nororiental-suroeste dominante. La cuenca ocupa el segundo lugar en extensión entre los ríos cuyas cuencas se encuentran íntegramente en territorio portugués. A lo largo de su curso, recibe agua de sus afluentes, como el Dão en la margen derecha, el Alva, el Ceira, el Ega (o Rio dos Mouros) y el Arunca, y Pranto en la margen izquierda.
Gran parte del recorrido hasta Coímbra (llamado Alto Mondego o Mondego Superior) se realiza a través de un valle bastante incrustado en rocas metamórficas y granito. El tramo terminal (conocido como Baixo Mondego), con unos 40 km, discurre por una llanura aluvial, extremadamente fértil y donde se encuentran algunos de los arrozales más productivos de Europa. La cuenca del río Mondego tiene una precipitación media anual de 1233 mm y un caudal medio anual de 108,3 m³/s. En la cuenca hidrográfica del río Mondego existen numerosos desarrollos hidráulicos. La capacidad total de almacenamiento en los embalses ubicados en esta cuenca es de unos 540 hm³.

### Inundaciones
La principal causa de la ocurrencia de inundaciones en los ríos es la incidencia de lluvias intensas. El tamaño de la cuenca hidrográfica y el tipo de evento meteorológico rigen las características de las crecidas, que en el río Mondego son relativamente rápidas, con tiempos entre el inicio de la crecida y el pico del caudal del orden de unas pocas horas, que puede ser particularmente peligroso debido al aumento repentino del nivel de flujo.
Las inundaciones en el río Mondego se han producido desde al menos el siglo XIV, afectando la vida de una ciudad importante como Coímbra. Aquí fue posible registrar las inundaciones más importantes, de las cuales se destacan los años 1331, 1788, 1821, 1842, 1852, 1860, 1872, 1900, 1915, 1962, 1969 y 1979. Las inundaciones designadas como mayores tuvieron un período de retorno de 50 años. También se puede observar que en los últimos dos siglos, con el mismo análisis empírico, las grandes inundaciones tienen un período de retorno de 20 años. Así, se hizo evidente la necesidad de intervención para controlar las inundaciones.
Con la construcción de los embalses de Aguieira y Raiva y del embalse de Coímbra, se construyeron nuevos lechos aluviales, incluidos 7,7 km de diques de defensa, un dragado de 16 hm³ y enrocamientos con un volumen de 0,5 hm³. Los caudales de inundación en Coímbra fueron del orden de 2500 m³/s, siendo amortiguados a 1200 m³/s a través de los dos usos mencionados anteriormente. En boca se esperan caudales de 3000 m³/s.

### Ecología
Con respecto a la calidad del agua para la vida acuática, se distinguen dos áreas principales:
- El tramo alto del río, con buenos niveles de calidad del agua, previendo el mantenimiento de comunidades biológicas acuáticas con características cercanas a una situación prístina;
- Comarca del Baixo Mondego con marcada degradación de la calidad del agua.

Algunas de las especies identificadas para esta cuenca son de particular importancia para la conservación y el comercio, a saber, el sábalo (Alosa alosa), la saboga (Alosa fallax), la lamprea (Petromyzon marinus) y la trucha (Salmo truta fario).
Muy recientemente, un grupo internacional de científicos descubrió aquí que una nueva familia de microalgas tiene el potencial de dar lugar a compuestos de interés farmacéutico, cosmético o acuícola. Así como, en su tramo terminal del río, se percibió que es el hábitat de una nueva especie de mariposa nocturna descrita para la ciencia.
La construcción del sistema de presas y diques a lo largo del río constituyó una barrera para el paso de especies migratorias. Aguas abajo del embalse de Coímbra se encuentran exclusivamente especies que sobreviven a una posible influencia salina.
En cuanto al estado de conservación de la vegetación de ribera, se puede observar que sólo alrededor de un tercio de la longitud total del río puede considerarse muy bien conservada, es decir, donde ambas márgenes presentan una cubierta vegetal bien desarrollada, con la presencia de estratos arbóreos y arbustivos.
Entre los principales factores de perturbación, degradación y destrucción de los ecosistemas acuáticos y terrestres asociados se encuentran: desarrollo urbano e industrial, desarrollo agrícola, construcción de represas, extracción ilegal de arena, actividades recreativas y recreativas, silvicultura, incendios forestales, invasión de especies exóticas, cacería y la pesca.[6]
En el tramo del Baixo Mondego hay bosques de chopos, olmos y sauces, el más emblemático de los cuales es, sin duda, la Mata Nacional do Choupal en las afueras de Coímbra. Aquí anida la colonia urbana más grande de milano negro (Milvus migrans) en Europa, con alrededor de 70 nidos registrados.
Hay varios lugares de interés ornitológico, como la isla de Morraceira, ya que en la ría es habitual ver especies como el ánade real (Anas platyrhynchos), la cigüeña blanca (Ciconia ciconia), el flamenco común (Phoenicopterus roseus), la gaviota plateada (Larus argentatus), la avoceta común (Recurvirostra avosetta), la cigüeñuela negra (Himantopus himantopus) y el charrán enano (Sterna albifrons), en la Sierra de la Estrella el mirlo (Cinclus cinclus) entre otros.
Debido a su importancia ecológica como humedal de nidificación y/o alimentación de numerosas especies de aves acuáticas, el Estuario del Mondego ha sido catalogado como sitio de la Convención Ramsar, un hábitat de importancia internacional, no solo para las especies de aves mencionadas, sino también por la existencia de especies de peces migratorios, como la lamprea, el sábalo y la lacha.

## Origen del nombre
Los romanos llamaron al río Mondego Munda. Munda significa transparencia, claridad y pureza. En aquellos tiempos sus aguas eran así. A lo largo de la Edad Media el río siguió llamándose Munda.

## Transporte y turismo
En Coímbra hay un barco turístico que te permite hacer un pequeño crucero por las aguas del río, entre el Parque Dr. Manuel Braga y Lapa dos Esteios. A lo largo de un recorrido de unos pocos kilómetros, es posible observar los cambios realizados recientemente en ambas márgenes del Mondego. Otro tipo de turismo que opera en el río es el canotaje en el río Mondego entre Penacova y Coímbra. A lo largo del curso del río hay varias playas fluviales, entre las que destacan, de aguas arriba a aguas abajo, las de Ribamondego, Ponte Nova, Penacova, Palheiros/Zorro y Pé Rodrigo. En la ría, junto a Figueira da Foz, se construyó un puerto deportivo para embarcaciones de recreo.

### Navegación
Los datos disponibles sobre navegabilidad permiten inferir una evolución del Bajo Mondego desde la ocupación fenicia. Durante la ocupación romana, los barcos de mar todavía llegarían a Coímbra, pero el progresivo aterramiento redujo la navegación río arriba, requiriendo barcos más pequeños: las barcazas de montaña, un medio de transporte privilegiado en el contacto entre el interior y la costa, venían del océano Atlántico a Coímbra y los pequeños llegaron incluso hasta Penacova. Estos servían para que las mujeres de Penacova vinieran a Coímbra a buscar ropa sucia y luego la trajeran lavada y planchada, y para que los hombres llevaran leña a la costa y trajeran pescado al interior. En el siglo XVII, el estuario sólo se ensanchaba aguas abajo de Montemor-o-Velho, unos 20 km aguas arriba de la desembocadura actual.
Hubo varios puertos importantes para la carga y descarga de mercancías a lo largo del Mondego, aguas arriba de Coímbra, en el siglo XIX e incluso en parte del siglo XX: Coímbra, Foz do Caneiro, Rebordosa, Ronqueira, Carvoeira, Ponte de Penacova, Vila Nova, Raiva, Carvalhal, Oliveira do Mondego, Almaça y Gondolim (ahora Gondelim). De todos estos puertos, cabe destacar la gran importancia comercial del Porto da Raiva, que fue uno de los más grandes e importantes del país hasta mediados del siglo XIX. XIX, y hasta el final de la navegación del Mondego, la más importante de este río.
El aterramiento dificultó progresivamente la navegación del Mondego, provocando su desaparición en la década de 1950. Se estima que en los últimos seiscientos años el lecho habrá subido alrededor de un centímetro por año, es decir, un metro en cada siglo.
En el siglo XVIII, el río era inestable y trenzado, con frecuentes fenómenos de avulsión en la llanura aluvial, entre Coímbra y Montemor. En ese momento, ya se reconocía el problema de la fuerte colmatación, así como el carácter tormentoso del caudal del río. Para solucionar estos problemas, a finales del siglo XVIII se elaboró un proyecto de canalización del Mondego aguas abajo de Coímbra.
De 1781 a 1807, la situación de los campos de Mondego mejoró mucho tras la apertura de un nuevo cauce. Pero la situación empeoró, debido a la colmatación del río, llegando al siglo XX en una situación insostenible. En la década de 1960 se elaboró el Plan General de Aprovechamiento Hidráulico de la cuenca del Mondego, plan de intervención hidráulica que se puso en marcha en las décadas de 1970 y 1980.
El Mondego discurre actualmente en un canal artificial desde Coímbra hasta Figueira da Foz. Además de las dos grandes presas, se construyeron nuevos lechos aluviales, incluyendo 7,7 km de diques de defensa, un dragado de 16 hm³ y entubado con un volumen de 0,5 hm³. Finalmente, el Mondego desemboca en el Atlántico cerca de Figueira da Foz, sirviendo de puerto y refugio para actividades relacionadas con la pesca, la sal y el turismo y la recreación.

### Aprovechamiento hidroeléctrico e hidroagrícola
La cuenca del río Mondego tiene una gran diversificación de usos del agua, muy importante para el desarrollo económico de la región, a saber, la agricultura, la industria y las plantas de celulosa, la producción de energía eléctrica y el abastecimiento público de agua en toda la región hidrográfica. De esta multiplicidad de usuarios, surge la necesidad de implementar un modelo de gestión integral de los recursos hídricos de la cuenca, que se definió como marco legal e institucional para la creación de un ente gestor del aprovechamiento hidráulico del Mondego (AHM). Por todas estas razones, la cuenca del río Mondego es una de las cuencas portuguesas con mayor uso de recursos hídricos, especialmente en los componentes hidroeléctrico y agrícola, donde se destacan la presa de Aguieira, la presa de Raiva y la presa de Fronhas con una capacidad instalada de 110 MW y una productividad media anual de 360 GWh, que regula volúmenes de agua para el abastecimiento público de algunos municipios del Baixo Mondego y para el riego del Desarrollo Hidroagrícola del Baixo Mondego. Las otras importantes son la presa de Caldeirão y la presa de Coímbra.

### Cruces
El río Mondego está atravesado por numerosos puentes de carreteras y ferroviarios. Por su tamaño e importancia, el puente Palhês que une Cativelos (Gouveia) con Contenças de Baixo (Mangualde), el puente de Caldas de Felgueira (entre los municipios de Nelas y Oliveira do Hospital), el puente José Luciano de Castro (en Penacova), los puentes de Portela, Rainha Santa Isabel, Pedro e Inês, Santa Clara y Açude (todos en Coímbra), el puente Montemor-o-Velho, A17 y el Puente Edgar Cardoso en Figueira da Foz.

## Cultura
El Mondego es sin duda el río portugués más cantado por los poetas desde tiempos inmemoriales. Las primeras referencias que han llegado a la actualidad se remontan a principios del siglo XVI con los poetas del Cancioneiro Geral. En efecto, es con Bernardim Ribeiro que es posible identificar, en primer lugar, alusiones implícitas al Mondego, en su obra Menina e Moça. Pero es su amigo Sá de Miranda quien, a pesar de haber nacido y estudiado en Coímbra, escribe los siguientes versos en español:

Entre el gran Duero y Tajo, el buen Mondego

(ya Munda, que es decir, clara agua y pura)

Se va por los sus campos paseando;

Parece que, saliendo d’estrechura,

El trabajo vencido, entra el sociego,

Y quedo a su ciubdad muestra va dando

Veiga, Os mais belos rios de Portugal

No es seguro que Luís de Camões haya estudiado en Coímbra, pero parece irrefutable que vivió en la ciudad en su juventud. Este pasaje quedó registrado en su obra, como atestigua el soneto:

Doces e claras águas do Mondego,

Doce repouso de minha lembrança

Onde a comprida e pérfida esperança

Longo tempo após si me trouxe cego.

(…)

Mas a alma, que de cá vos acompanha,

Nas asas do ligeiro pensamento

Pera vós, águas, voa, e em vós se banha.

Luís de Camões

Mucho más tarde, en el siglo XIX, la referencia al río es una constante en la poesía de António Nobre. Otro poeta de Coímbra, Eugénio de Castro, exclamó:

Pára, Mondego! Pára, não prossigas,

Prateado rio, não caminhes para o mar;

Ouve da minha boca as palavras amigas,

Que te podem salvar! […]

Eugénio de Castro

Ya en el siglo XX, Miguel Torga describió el fluir tranquilo del río en la llanura:

Surdo murmúrio do rio

A deslizar, pausado, na planura.

Mensageiro moroso

De um recado cumprido,

Di-lo sem pressa ao alarmado ouvido […]

Miguel Torga

## Topónimos con origen en el río Mondego
- Portela do Mondego
- Torres do Mondego
- Oliveira do Mondego
- Travanca do Mondego
- São Paio do Mondego
- Ribamondego
- Vila Boa do Mondego
- Vila Cortês do Mondego
- Lajeosa do Mondego
- Mondeguinho